# Northiella haematogaster
El perico cariazul (Northiella haematogaster) es una especie de ave psitaciforme de la familia Psittaculidae endémica del sureste de Australia. Inicialmente se clasificó en el género Psephotus pero debido a sus diferencias físicas y de comportamiento fue trasladado a su propio género en 1994. Fue el único miembro del género Northiella, hasta que una antigua subespecie fue escindida como una especie separada, Northiella narethae. 
El perico cariazul habita en las tierras del interior del sureste de Australia. Está adaptado para vivir en las tierras semiáridas, pero también puede prosperar en las regiones con un régimen de lluvias medio de los extremos más meridionales y orientales de su área de distribución.

## Taxonomía
Anteriormente estuvo clasificado en el género Psephotus, pero el perico cariazul fue situado en su propio género debido a sus significativas diferencias físicas y de comportamiento con los demás componentes del género Psephotus. Se reconocen tres subespecies diferenciadas en su área de distribución:
1. N. h. haematorrhous - se encuentre en el sur de Queensland hasta el norte de Nueva Gales del Sur, entre N. h. haematorrhous y N. h. pallescens.
2. N. h. haematogaster - presente en el oeste y sur de Nueva Gales del Sur hasta el noroeste de Victoria y el sureste de Australia Meridional.
3. N. h. pallescens - en el interior de Australia Meridional, la cuenca del lago Eyre.

En las zonas donde las distintas poblaciones se superponen existe un alto grado de integración entre las subespecies.

## Descripción

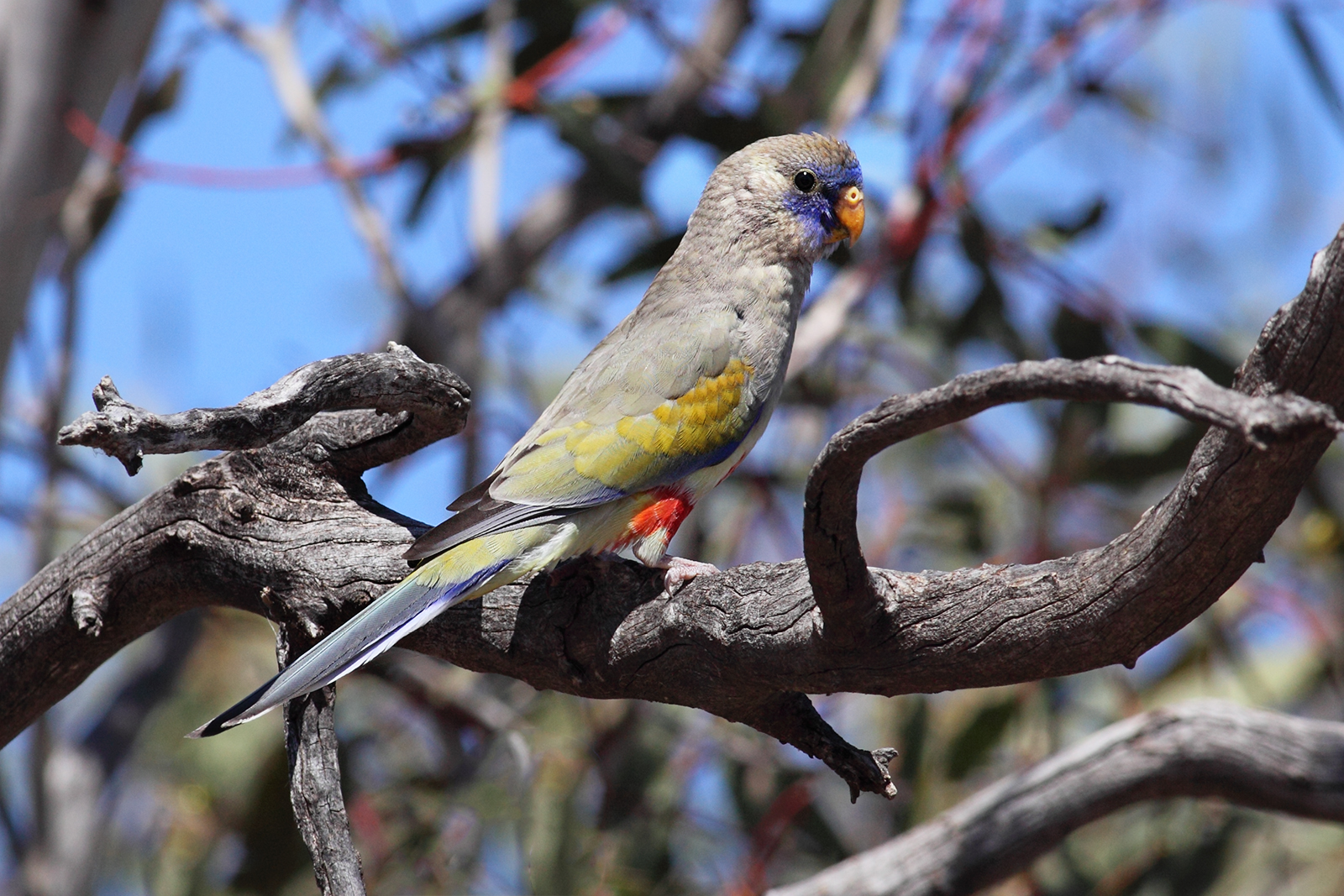
En Australia Meridional.

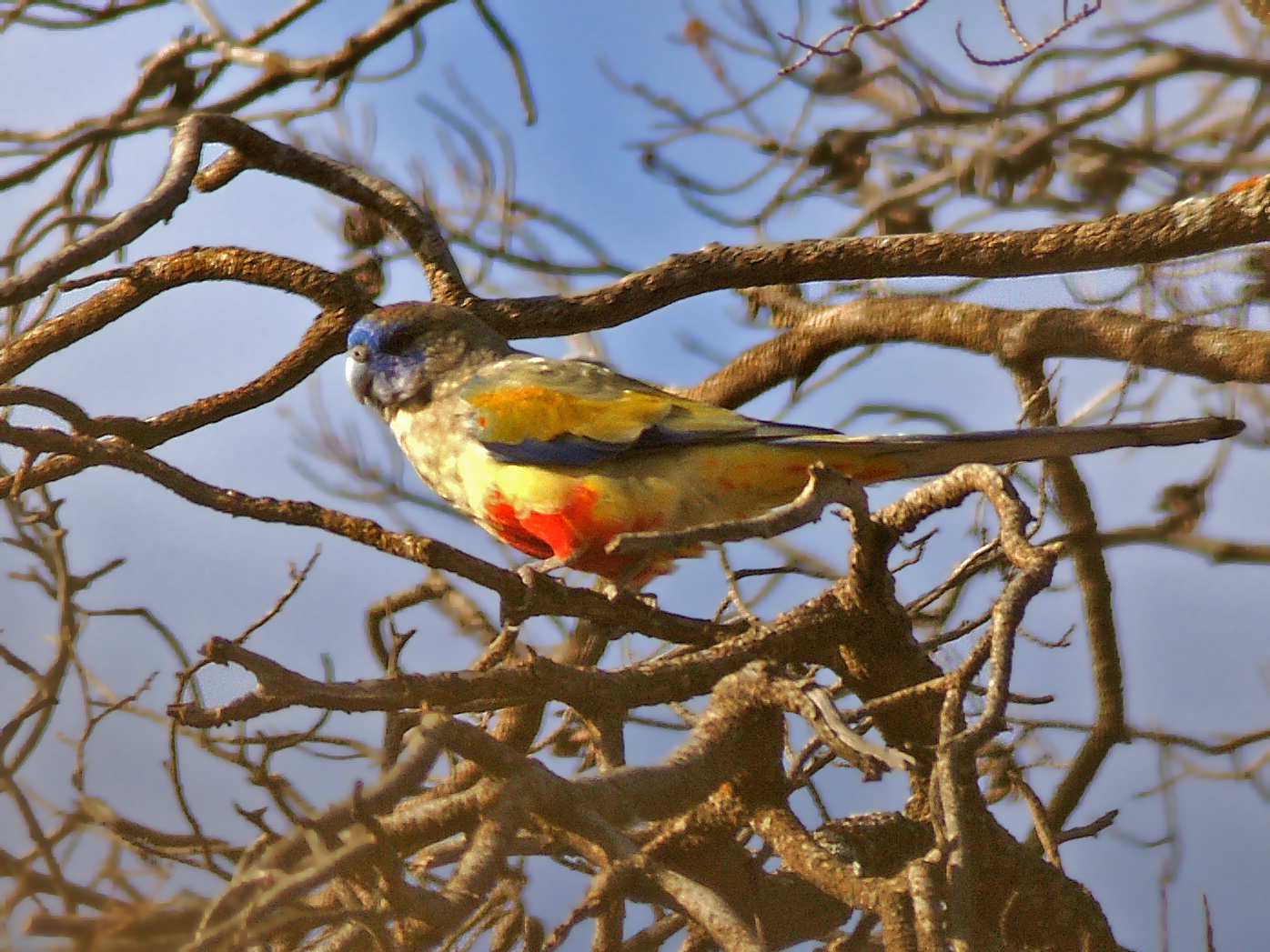
En el parque nacional Cocoparra.

El perico cariazul es un loro de tamaño medio con las plumas del píleo eréctiles. Todos los pericos cariazules tienen las partes superiores de su cuerpo, cuello y pecho de grisáceo verdosas o parduzcas, y las plumas de vuelo exteriores, la cola y el rostro azul oscuro. el pico es de color gris perla y su cera gris clara. El iris de sus ojos es pardo grisáceo y sus patas son de color gris oscuro. No presenta variaciones estacionales en su plumaje y no existen otras aves con un aspecto similar.
Los machos son algo más grandes que las hembras con una longitud corporal de 28–35 cm y una envergadura alar de 36–42 cm; mientras que las hembras miden 26–32 cm de largo y 34–38 cm de envergadura alar. Su peso oscila entre 70-100g
Cada subespecie muestra significativas diferencias en su plumaje y tamaño. Las principales diferencias son la cantidad de rojo en las partes inferiores del cuerpo y el patrón de color de las plumas del centro de las alas, que varía del oliva amarillento con azul en los bordes y algo o nada de rojo, hasta que la mayor parte sea rojo con bordes azules verdosos.
Las diferencias con la subespecie nominal son:
1. N. h. haematorrhous - el rojo de la parte superior de su cuerpo cubre la totalidad de la parte inferior de su cola y la zona de las coberteras. En las alas plegadas la mancha del hombro es principalmente roja y el borde frontal es de un azul verdoso más claro en la articulación carpiana.
2. N. h. haematogaster - Su bajo vientre es amarillo con una cantidad variable de rojo en el abdomen y con una mancha verde amarillento en as alas.
3. N. h. pallescens - más claro, mostrando mucho menos contraste entre el pecho y el amarillo claro del bajo vientre.

El plumaje de las hembras difiere ligeramente del de los machos, siendo las hembras de tonos ligeramente más apagados, y con menos rojo en el vientre que los machos. Además las hembras con frecuencia tienen una lista blanquecina en la parte inferior de las primarias interiores, pero no siempre aparece.
Los juveniles tienen un aspecto similar a las hembras adultas pero algo menos llamativos y generalmente con menos rojo en el vientre. La característica de los ejemplares juveniles es el color castaño anaranjado de su pico que se va transformando en gris perla a los dos meses de salir del nido. Los juveniles consiguen el plumaje de los adultos a los tres o cuatro meses de edad.

## Distribución y hábitat
El perico cariazul se encuentra en el interior del sureste de Australia. Su área de distribución se extiende desde el norte de Victoria al sur de Queensland, hasta el sureste de Australia Meridional por el oeste.
Se considera que el perico cariazul es un ave sedentaria o que realiza movimientos nómadas locales, sin realizar desplazamientos estacionales de larga distancia regulares.
El perico cariazul habita en las zonas áriadas y semiáridas de Australia. Vive en bosques dominados por especies de los géneros Myoporum, Casuarina, Callitris, Acacia y Eucalyptus, a menudo con sotobosques con Atriplex y Maireana. El perico cariazul también habita en las planicies herbáceas, matorral y los bosques de ribera. Los parques que quedan de mallee en el norte de Victoria también son hábitats importantes de estas aves en el sur de su área de distribución.

## Comportamiento
El perico cariazul generalmente se encuentra en parejas y pequeños grupos de menos de diez individuos. Las parejas se separan para criar a finales del invierno y se vuelen a unir a la bandada a finales de la primavera con sus hijos. Cuando se asusta el perico cariazul deja el suelo rápidamente emitiendo sus llamadas de alarma. Vuelan hacia los árboles cercanos donde permanecerán en silencio y adoptando una postura erguida y vigilando al intruso, aguardando su oportunidad de volver al suelo. El perico cariazul vuela de forma ondulante, a veces erráticamente, generalmente por debajo del nivel de los árboles.

### Alimentación
El perico cariazul se alimenta principalmente en el suelo de semillas de las plantas herbáceas nativas e introducidas, matorrales y árboles, también se alimenta de frutos, flores y demás materia vegetal, insectos y sus laras. En las zonas áridas se alimenta de las semillas y frutos de Atriplex.
Los pericos cariazules beben al amanecer y el ocaso y son muy cautos cuando se acercan al agua.

### Reproducción
El perico cariazul normalmente cría entre agosto y enero, pero puede empezar antes o después en respuesta a prolongados periodos de lluvia. Durante el cortejo el macho eriza las plumas de su píleo, estira su cuello, mueve sus alas medio desplegadas y mueve su cola deplegada de lado a lado. El perico cariazul forma parejas monógamas y generalmente solo cría una vez por temporada, aunque en años con abundantes lluvias puede criar dos nidadas en una temporada.
El emplazamiento del nido lo eligen los dos miembros de la pareja y suelen situarlo en el hueco de un tronco o rama, tanto de un árbol vivo como seco, con una sola entrada. Suelen poner alrededor de siete huevos blancos sobre una capa de desechos de madera podrida del interior de la cavidad. Solo la hembra incuba los huevos y es alimentada por el macho durante este periodo. La incubación dura aproximadamente diecinueve días y los polluelos nacen cubiertos de plumón blanco. La hembra continúa con la cría de los polluelos pero con la colaboración del macho tanto en la alimentación del los polluelos como de ella misma. Los polluelos dejan el nido aproximadamente a los treinta días de la eclosión, aunque continúan siendo alimentados por sus padres unos 12 días más. Entonces toda la familia se incorpora a la bandada de los padres.

## Avicultura
El perico cariazul es una especie moderadamente común en la naturaleza pero no así en cautividad, ya que es considerado poco vistoso, ruidoso, extremadamente agresivo y difícil de criar.